# لنین و فلسفه
لنین و فلسفه، و چند جستار دیگر (به فرانسوی: Lénine et la Philosophie، به انگلیسی: Lenin and Philosophy and Other Essays) یکی از آثار بااهمیت لویی آلتوسر مارکسیست فرانسوی است. این کتاب نخست در سال ۱۹۶۸ به زبان فرانسوی منتشر شد. ترجمهٔ انگلیسی آن به‌وسیلهٔ اندی بلوندن انجام شد که در سال ۱۹۷۱ ترجمه شد.

## دولت و ساز و برگ‌های ایدئولوژیک دولت
مقالهٔ بااهمیت «دولت و ساز و برگ‌های ایدئولوژیک دولت» نوشتهٔ آلتوسر که نخستین بار به صورت مقاله در مجلهٔ فرانسوی اندیشه (La Pensée) شمارهٔ ۱۵۱، ژوئن ۱۹۷۰ به چاپ رسید، در این کتاب نیز به چاپ رسید.

## ترجمه به فارسی
سید جواد طباطبایی بخشی از این کتاب را ترجمه کرده و تحت عنوان «ل‍ن‍ی‍ن و ف‍ل‍س‍ف‍ه و س‍ه م‍ق‍ال‍هٔ دی‍گ‍ر در ف‍ل‍س‍ف‍ه م‍ارک‍س‍ی‍س‍ت‍ی» به چاپ رساند. با این وجود او مقالهٔ «دولت و ساز و برگ‌های ایدئولوژیک دولت» را ترجمه نکرد. در همان زمان دو مترجم با نام‌های «ا. فرخ» و «س. امید» این مقاله را ترجمه کرده و در دو شمارهٔ ۱ و ۲ «نشریهٔ تئوریک مارکسیستی اندیشه» در فروردین و اردیبهشت ۱۳۵۸ به چاپ رساندند.
در سال ۱۳۸۷ روزبه صدرآرا ترجمهٔ دیگری از این مقاله را از طریق انتشارات چشمه به چاپ رساند.